# Roswitha Verhülsdonk

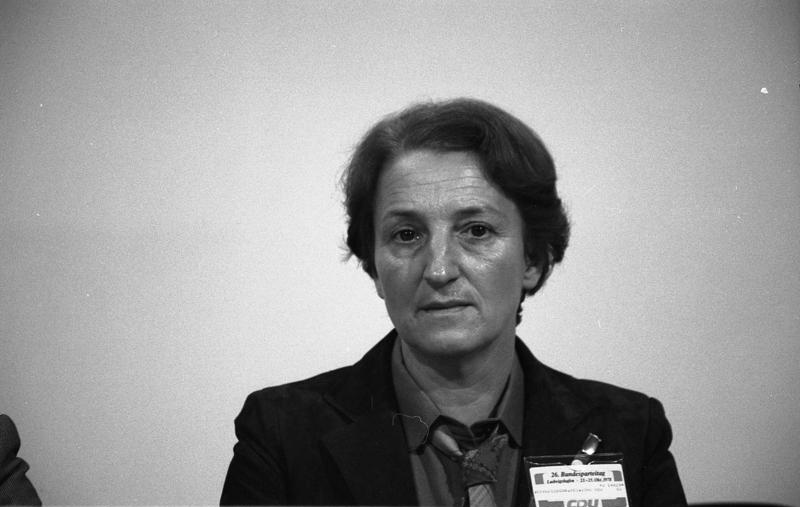
Roswitha Verhülsdonk auf dem CDU-Bundesparteitag 1978

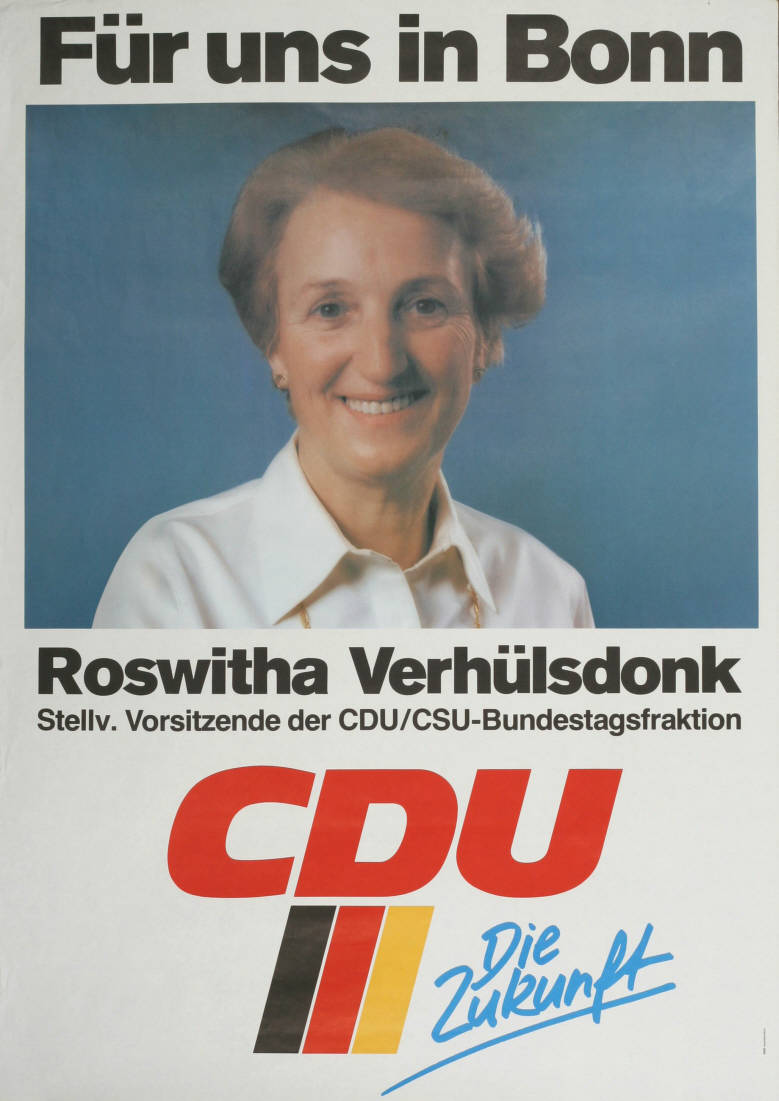
Kandidatenplakat zur Bundestagswahl 1987

Roswitha Verhülsdonk, geborene Woll (* 26. April 1927 in Oberspay, Kreis Sankt Goar), ist eine deutsche Politikerin (CDU).
Sie war ab 1972 Mitglied des Bundestags und von 1990 bis 1994 Parlamentarische Staatssekretärin bei der Bundesministerin für Familie und Senioren.

## Ausbildung und Beruf
Nach dem Besuch des Hilda-Gymnasiums in Koblenz und dem Abitur im Jahr 1947 begann die im heutigen Spay geborene Roswitha Woll ein Studium der Philologie (Germanistik, Anglistik und Romanistik) an der Universität Mainz, das sie nach ihrer Heirat mit Eduard Verhülsdonk 1949 jedoch abbrach. 1966 begann die Hausfrau Roswitha Verhülsdonk wieder eine Berufstätigkeit als Referentin für Jugend- und Erwachsenenbildung in katholischen Bildungswerken, Akademien und Volkshochschulen. Ab 1972 war sie Diözesanvorsitzende der Katholischen Frauengemeinschaft im Bistum Trier.

## Familie
Roswitha Woll, Tochter von Josefine Woll, geborene Henkel, und Rudolf Woll, war katholisch und von 1949 bis zu seinem Tod 1995 mit dem Journalisten Eduard Verhülsdonk (1914–1995) verheiratet, dem Sohn des früheren Reichstagsabgeordneten Eduard Verhülsdonk. Das Ehepaar Verhülsdonk hatte einen Sohn (Rolf-Michael, * 1952) sowie eine Tochter (1950–1966), die als Jugendliche tödlich verunglückte.

## Politik
Am 6. Februar 1944 beantragte Roswitha Woll die Aufnahme in die NSDAP und wurde zum 20. April desselben Jahres aufgenommen (Mitgliedsnummer 9.690.514). Seit 1964 ist Roswitha Verhülsdonk Mitglied der CDU. Hier engagierte sie sich vor allem in der Frauenvereinigung der CDU. Nachdem sie schon von 1966 bis 1970 deren Kreisvorstand in Koblenz angehört hatte, war sie ab 1969 Landesvorsitzende und seit 1977 auch stellvertretende Bundesvorsitzende der Frauenvereinigung. Von 1985 bis 1990 gehörte sie außerdem dem CDU-Bundesvorstand an.

### Kommunalpolitik
Roswitha Verhülsdonk gehörte von 1969 bis 1991 dem Stadtrat von Koblenz an.

### Abgeordnete
Roswitha Verhülsdonk war von 1972 bis 1994 Mitglied des Deutschen Bundestages. Hier war sie von 1980 bis 1986 Vorsitzende der Fraktionsgruppe der Frauen und von 1986 bis 1990 stellvertretende Vorsitzende der CDU/CSU-Bundestagsfraktion.
Sie zog 1972 und 1976 über die Landesliste Rheinland-Pfalz und danach stets als direkt gewählte Abgeordnete des Wahlkreises Koblenz in den Bundestag ein.
Seit dem Tod von Elfriede Klemmert im April 2022 ist Roswitha Verhülsdonk die älteste lebende Bundestagsabgeordnete.

### Öffentliche Ämter
Im September 1990 wurde sie als Parlamentarische Staatssekretärin bei der Bundesministerin für Familie und Senioren in die von Bundeskanzler Helmut Kohl geführte Bundesregierung berufen. Nach der Bundestagswahl 1994 schied sie am 1. Dezember 1994 aus dem Amt. Von 1971 bis 1975 war sie Mitglied der gemeinsamen Synode der deutschen Bistümer und von 1974 bis 1994 Mitglied im Zentralkomitee der deutschen Katholiken. Von 1996 bis 2006 war sie Vorsitzende der Bundesarbeitsgemeinschaft der Seniorenorganisationen (BAGSO), deren Ehrenvorsitzende sie seit 2007 ist.

## Ehrungen
- 1983: Verdienstkreuz 1. Klasse der Bundesrepublik Deutschland
- 1988: Großes Verdienstkreuz der Bundesrepublik Deutschland